# اما، شیمان
اما، شیمان (به لاتین: Ama, Shimane) یک سکونتگاه مسکونی در ژاپن است که در استان شیمانه واقع شده‌است.

## خصوصیات
اما ۳۳٫۵۰ کیلومترمربع مساحت و ۲٬۳۴۳ نفر جمعیت دارد.